# Manuel I al Portugaliei
Manuel I, supranumit cel Norocos (în portugheză o Afortunado; n. 31 mai 1469, Lisabona, Portugalia – d. 13 decembrie 1521, Lisabona, Portugalia), a fost rege al Portugaliei din 1495 până la sfârșitul tul vieții. Numele său este asociat cu o perioadă înfloritoare a țării sale remarcată prin realizări semnificative atât în politică cât și în domeniul artelor.

## Biografie

### Primii ani
Manuel a fost fiul infantelui Ferdinand, Duce de Viseu (1433–1470) și al soției sale, infanta Beatrice a Portugaliei, nepoată a regelui Ioan I al Portugaliei. Tatăl său, a fost cel de-al doilea fiu al regelui Eduard al Portugaliei și fratele mai mic al regelui Afonso al V-lea al Portugaliei. Manuel l-a succedat în 1495 vărului său primar, regelui Ioan al II-lea al Portugaliei, care era în același timp soțul sorei sale, Eleonora de Viseu.
Manuel a crescut în mijlocul conspirațiilor nobilimii superioare portugheze împotriva regelui Ioan al II-lea. El a fost conștient că mulți oameni au fost uciși și exilați. Fratele său mai mare, Diogo, Duce de Viseu, a fost înjunghiat mortal în 1484 de către însuși regele.
Manuel a avut astfel toate motivele să-și facă griji atunci când a primit un ordin regal în 1493 să se prezinte la rege, dar temerile sale au fost nefondate: Ioan al II-lea a vrut să-l numească moștenitor la tron, după moartea fiului său,  Prințul Afonso, precum și a încercărilor sale eșuate de a-l legitima pe Jorge, Duce de Coimbra, fiul său nelegitim. Ca urmare a acestui noroc a fost poreclit Norocosul.

### Domnie
A fost încoronat la 27 octombrie 1495, la două zile după decesul regelui. Manuel s-a dovedi un demn succesor al vărul său Ioan al II-lea, sprijinind explorarea portugheză a Oceanului Atlantic și dezvoltarea comerțului portughez. În timpul domniei sale, au fost realizat următoarele:
- 1498: descoperirea rutei maritime spre India de către Vasco da Gama;
- 1500: descoperirea Braziliei de către Pedro Álvares Cabral;
- 1505: numirea lui Francisco de Almeida ca primul vicerege al Indiei;
- 1503–1515: stabilirea unui monopol pe rutele maritime din Oceanul Indian și Golful Persic de amiralul Afonso de Albuquerque în beneficiul Portugaliei.

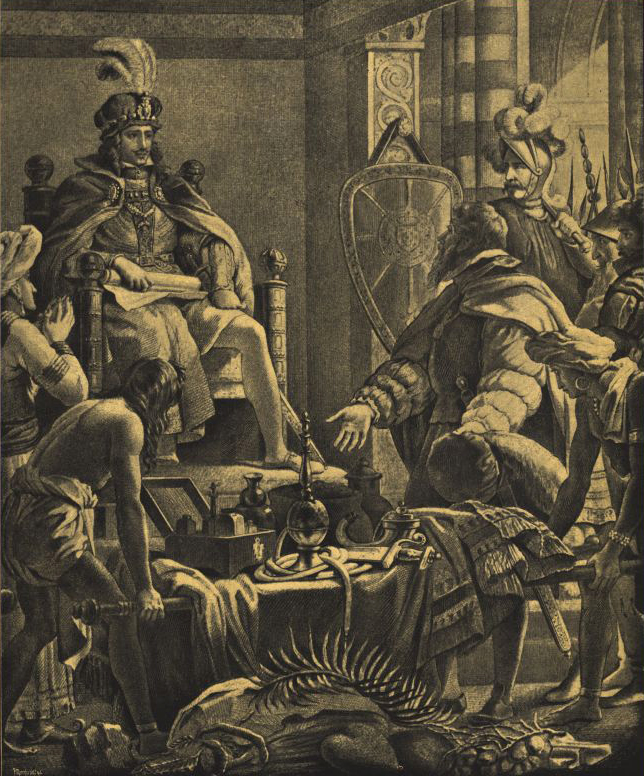
Vasco da Gama prezentând regelui Manuel primele fructe din India. Biblioteca Națională a Portugaliei, c.1900

Toate acestea au contribuit la construirea imperiului colonial portughez care au făcut din Portugalia una dintre cele mai bogate și cele mai puternice țări ale lumii. Manuel și-a folosit averea pentru a construi un clădiri regale (în stilul Manueline) și pentru a atrage oameni de știință și artiști la curtea sa. A încheiat tratate comerciale și alianțe diplomatice cu China și Imperiul persan. Papa a primit o ambasadă monumentală din Portugalia în timpul domniei sale menită să atragă atenția asupra bogățiilor nou dobândite ale Portugaliei întregii Europe.
În timpul domniei lui Manuel, absolutismul regal a fost metoda de guvernare. Adunarea regatului s-a întâlnit doar de trei ori în timpul domniei sale de 26 de ani, mereu la Lisabona, scaunul regelui. Manuel s-a ocupat de reformarea curților de justiție și a sistemului fiscal pentru a se adapta la progresul economic al Portugaliei. Om religios puternic, el a cheltuit o mare parte din averea țării pentru construirea de biserici și mănăstiri, precum și în evanghelizare unor noi așezări de către misionari catolici.
Relația lui cu evreii portughezi a început bine. La începutul domniei sale, el a eliberat toți evreii care fuseseră captive în timpul domniei lui Ioan al II-lea. Din nefericire pentru evrei, el a decis să se căsătorească cu Infanta Isabella de Aragon, atunci moștenitoarea viitoarei coroanei unite a Spaniei (văduva nepotului său Prințul Afonso). Ferdinand și Isabella expulzaseră evreii din 1492 și nu și-ar fi căsătorit fiica cu regele unei țări care încă tolera prezența lor. În contractul de căsătorie, Manuel I a fost de acord să-i persecute pe evreii din Portugalia. 
La 5 decembrie 1496 a fost promulgat un decret prin care se cerea evreilor să se convertească la creștinism sau să părăsească țara fără copii lor.
În 1498, la vârsta de 27 de ani, soția lui Isabella a murit dând naștere unui băiat, Miguel da Paz, care a fost moștenitorul tronurilor Castiliei și Portugaliei până la decesul lui în 1500. Șansa lui Manuel de a deveni rege al Castiliei s-a risipit odată cu moartea Isabellei. Atunci Manuel s-a căsătorit cu sora mai mică a Isabellei, Maria de Aragon, care l-a născut pe viitorul rege Ioan al III-lea al Portugaliei. 

## Căsătorii și descendenți
În 1497 Manuel s-a căsătorit cu Isabella de Aragon. Copiii lor au fost:
- Miguel da Paz (23 august 1498 – 20 iulie 1500), prinț și moștenitor al Portugaliei, Castiliei și Aragonului

În 1501 Manuel s-a căsătorit cu Maria de Aragon. Copiii lor au fost:
- Ioan al Portugaliei (7 iunie 1502 – 11 iunie 1557), viitorul rege al Portugaliei;
- Isabela (24 octombrie 1503 – 1 mai 1539), soția împăratului Carol Quintul;
- Beatrice (31 decembrie 1504 – 8 ianuarie 1538), soția ducelui Carol al III-lea de Savoia;
- Ludovic (3 martie 1506 – 27 noiembrie 1555), al cincilea duce de Beja și tatăl unui copil nelegitim care a pretins tronul Portugaliei în 1580;
- Ferdinand (5 iunie 1507 – 7 noiembrie 1534), duce de Guarda, căsătorit în 1529 cu contesa Guiomar Coutinho de Loulé;
- Alfonso (23 aprilie 1509 – 21 aprilie 1540), cardinal al Bisericii romano-catolice;
- Henric (31 ianuarie 1512 – 31 ianuarie 1580), cardinal, apoi rege al Portugaliei;
- Maria (n./d. 3 februarie 1513);
- Duarte (7 octombrie 1515 – 20 septembrie 1540), duce de Guimarães și străbunic al regelui Ioan al IV-lea al Portugaliei; căsătorit cu Isabela de Braganza, fiica lui Jaime, Duce de Braganza;
- António (1516 – 9 noiembrie 1516);

În 1518 Manuel s-a căsătorit cu Eleonora de Habsbourg. Copiii lor au fost:
- Carlos (18 februarie 1520 – 15 aprilie 1521);
- Maria (18 iunie 1521 – 10 octombrie 1577).